# Communauté de communes du Pays de Briey
La communauté de communes du Pays de Briey (CCPB) est une ancienne communauté de communes française, située dans le département de Meurthe-et-Moselle dans la région Grand Est.

## Histoire
La communauté de communes du Pays de Briey est créée le 8 décembre 1999 et remplace le SIVOM du Pays de Briey de 1994.
Elle fusionne avec la communauté de communes du Jarnisy et la communauté de communes du Pays de l'Orne pour former au 1er janvier 2017 la communauté de communes des Pays de Briey, du Jarnisy et de l'Orne.

## Composition
Cette communauté de communes était composée des 9 communes suivantes :
| Nom            | Code Insee | Gentilé        | Superficie (km2) | Population (dernière pop. légale) | Densité (hab./km2) |
| -------------- | ---------- | -------------- | ---------------- | --------------------------------- | ------------------ |
| Briey (siège)  | 54099      | Briotins       | 27,13            | 5 758 (2014)                      | 212                |
| Anoux          | 54018      | Aulnois        | 9,88             | 250 (2014)                        | 25                 |
| Avril          | 54036      | Avrilois       | 20,02            | 1 096 (2014)                      | 55                 |
| Les Baroches   | 54048      |                | 13,28            | 370 (2014)                        | 28                 |
| Bettainvillers | 54066      | Bettainvillois | 4,53             | 339 (2014)                        | 75                 |
| Lantéfontaine  | 54302      | Lantéfontenois | 8,06             | 763 (2014)                        | 95                 |
| Lubey          | 54326      |                | 3,93             | 229 (2014)                        | 58                 |
| Mance          | 54341      | Mançois        | 7,39             | 581 (2014)                        | 79                 |
| Mancieulles    | 54342      | Mancieullois   | 4,39             | 1 871 (2014)                      | 426                |

## Administration
Le conseil communautaire est composé de 34 délégués, dont 5 vice-présidents.
| Période                                  | Période  | Identité    | Étiquette | Qualité                      |
| ---------------------------------------- | -------- | ----------- | --------- | ---------------------------- |
| Les données manquantes sont à compléter. |          |             |           |                              |
|                                          | En cours | Guy Vattier |           | Maire de Briey (depuis 1984) |